# Leichtathletik-Europameisterschaften 1966/80 m Hürden der Frauen

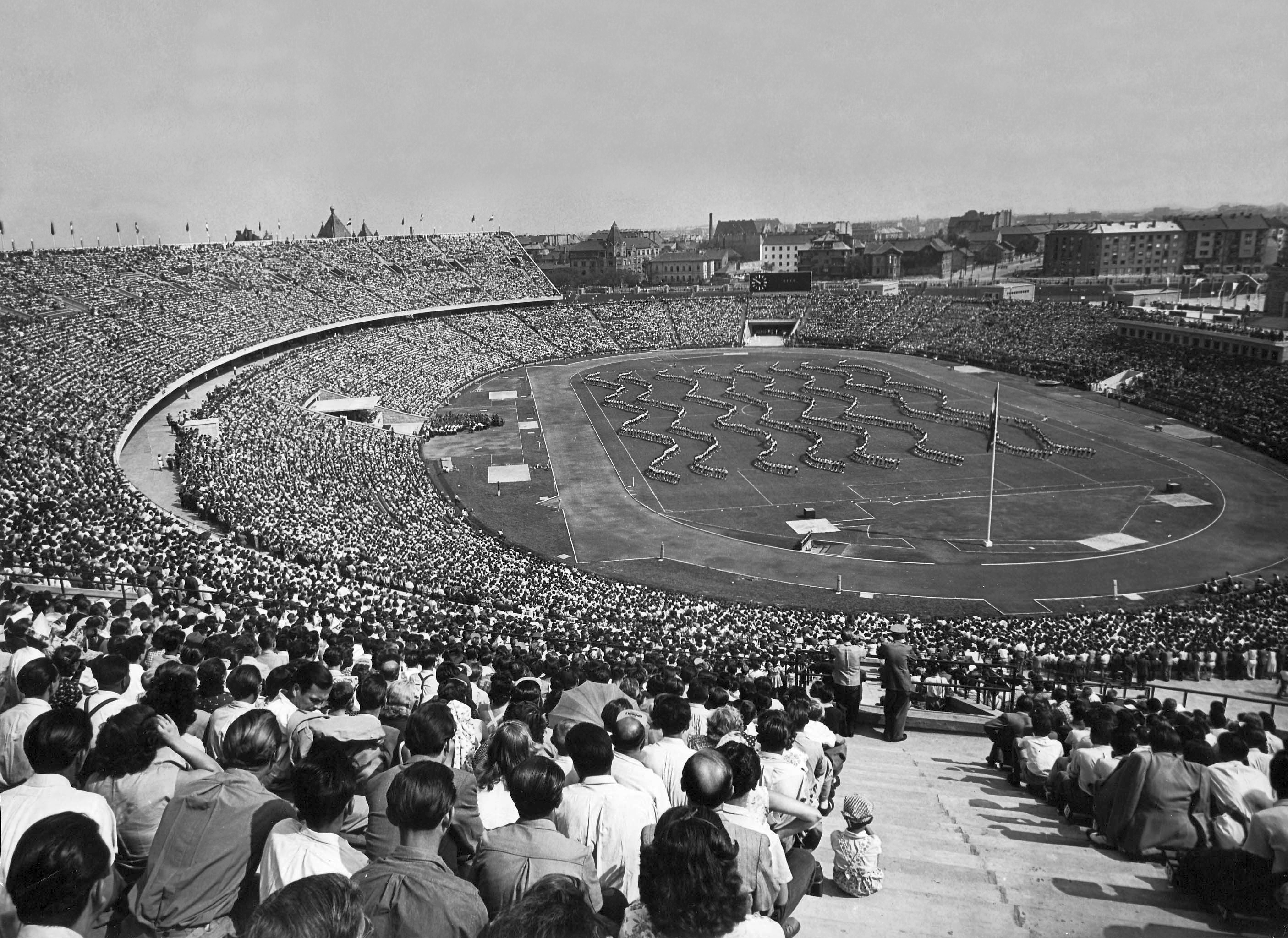
Das Népstadion bei einer Veranstaltung im Jahr 1953

Der 80-Meter-Hürdenlauf der Frauen bei den Leichtathletik-Europameisterschaften 1966 wurde vom 2. bis 4. September 1966 im Budapester Népstadion ausgetragen.
Europameisterin wurde die Olympiasiegerin von 1964 und Vizeeuropameisterin von 1962, Karin Balzer, aus der DDR. Die bundesdeutsche Bronzemedaillengewinnerin über 100 Meter und EM-Dritte von 1962, Karin Frisch, gewann Silber. Den dritten Rang belegte die Polin Elżbieta Bednarek.

## Bestehende Rekorde
| Weltrekord   | 10,3 s | Irina Press      | Tiflis, Sowjetunion (heute Georgien) | 24. Oktober 1965   |
| Europarekord | 10,3 s | Irina Press      | Tiflis, Sowjetunion (heute Georgien) | 24. Oktober 1965   |
| EM-Rekord    | 10,6 s | Teresa Ciepły    | EM in Belgrad, Jugoslawien           | 16. September 1962 |
| EM-Rekord    | 10,6 s | Karin Balzer     | EM in Belgrad, Jugoslawien           | 16. September 1962 |
| EM-Rekord    | 10,6 s | Maria Piątkowska | EM in Belgrad, Jugoslawien           | 16. September 1962 |
| EM-Rekord    | 10,6 s | Erika Fisch      | EM in Belgrad, Jugoslawien           | 16. September 1962 |

Der bestehende EM-Rekord wurde bei diesen Europameisterschaften nicht erreicht. Die schnellste Zeit von 10,7 Sekunden lag um eine Zehntelsekunde über dem Rekord und vier Zehntelsekunden über dem Welt- und Europarekord.
Fünfmal wurden diese 10,7 Sekunden erzielt:
- Elżbieta Bednarek (Polen), dritter Vorlauf am 2. September bei Windstille
- Karin Balzer (DDR), Finale am 4. September bei einem Rückenwind von 0,2 m/s
- Karin Frisch (BR Deutschland), Finale am 4. September bei einem Rückenwind von 0,2 m/s
- Elżbieta Bednarek (Polen), Finale am 4. September bei einem Rückenwind von 0,2 m/s
- Renate Balck (BR Deutschland), Finale am 4. September bei einem Rückenwind von 0,2 m/s

## Vorrunde
2. September 1966
Die Vorrunde wurde in vier Läufen durchgeführt. Die ersten vier Athletinnen pro Lauf – hellblau unterlegt – qualifizierten sich für das Halbfinale.
Wie teilweise auch in anderen Laufwettbewerben stellten die Organisatoren die Vorlaufrennen sehr merkwürdig auf. Zwei Läufe fanden mit je sieben Athletinnen statt, einen Lauf gab es mit acht Teilnehmerinnen. Im vierten Rennen gingen nur vier Wettbewerberinnen an den Start, die lediglich das Ziel erreichen mussten, um in die nächste Runde einzuziehen, während in den anderen Rennen zweimal je drei und einmal vier Hürdensprinterinnen ausschieden.

### Vorlauf 1

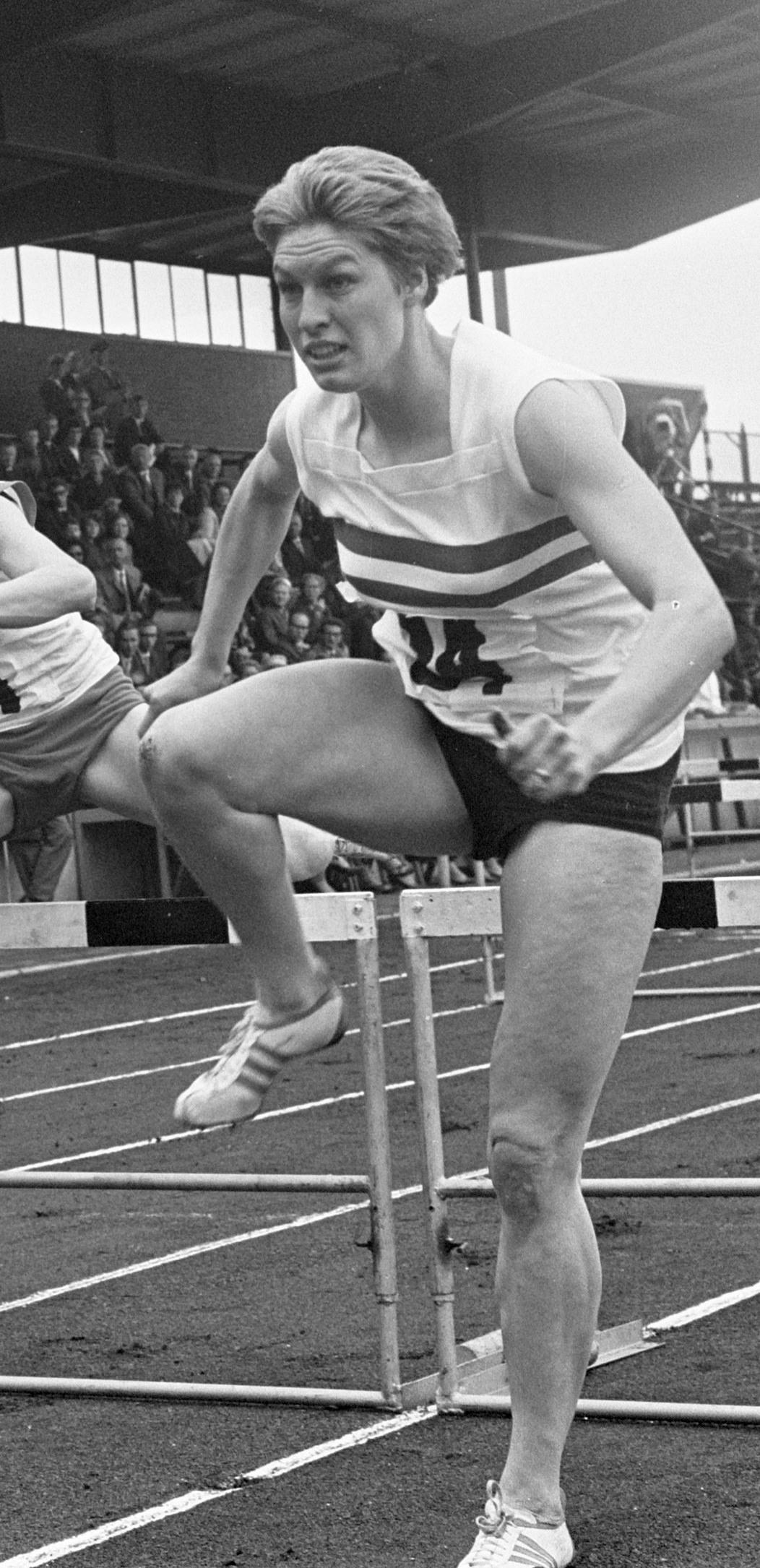
Pat Pryce erreichte als Sechste des ersten Vorlaufs nicht das Halbfinale

Wind: ±0,0 m/s
| Platz | Name              | Nation           | Zeit (s) |
| ----- | ----------------- | ---------------- | -------- |
| 1     | Karin Balzer      | DDR              | 10,9     |
| 2     | Karin Frisch      | BR Deutschland   | 10,9     |
| 3     | Vlasta Přikrylová | Tschechoslowakei | 11.1     |
| 4     | Wera Korsakowa    | Sowjetunion      | 11.2     |
| 5     | Magaly Vettorazzo | Italien          | 11.2     |
| 6     | Pat Pryce         | Großbritannien   | 11.2     |
| 7     | Françoise Masse   | Frankreich       | 11.5     |
| 8     | Melek Aydınoğlu   | Türkei           | 12,4     |

### Vorlauf 2
Wind: ±0,0 m/s
| Platz | Name                | Nation         | Zeit (s) |
| ----- | ------------------- | -------------- | -------- |
| 1     | Danuta Straszyńska  | Polen          | 10,9     |
| 2     | Danielle Guéneau    | Frankreich     | 11.1     |
| 3     | Rimma Larionowa     | Sowjetunion    | 11.1     |
| 4     | Regina Höfer        | DDR            | 11.2     |
| 5     | Maxine Botley       | Großbritannien | 11.4     |
| 6     | Mária Pethö         | Ungarn         | 11.6     |
| 7     | Charoula Sasagianni | Griechenland   | 12,1     |

### Vorlauf 3
Wind: ±0,0 m/s
| Platz | Name               | Nation           | Zeit (s) |
| ----- | ------------------ | ---------------- | -------- |
| 1     | Elżbieta Bednarek  | Polen            | 10,7     |
| 2     | Inge Schell        | BR Deutschland   | 10,8     |
| 3     | Gundula Diel       | DDR              | 11.0     |
| 4     | Rita van Slooten   | Niederlande      | 11.1     |
| 5     | Sirkka Norrlund    | Finnland         | 11.1     |
| 6     | Alena Hiltscherová | Tschechoslowakei | 11.2     |
| 7     | Marjana Lubej      | Jugoslawien      | 11.6     |

### Vorlauf 4
Wind: +0,1 m/s
| Platz | Name             | Nation         | Zeit (s) |
| ----- | ---------------- | -------------- | -------- |
| 1     | Renate Balck     | BR Deutschland | 10,9     |
| 2     | Nilija Kulkowa   | Sowjetunion    | 10,9     |
| 3     | Meta Antenen     | Schweiz        | 11.2     |
| 4     | Snezhana Zhalova | Bulgarien      | 11.3     |
| DNS   | Mary Rand        | Großbritannien |          |

## Halbfinale
3. September 1966
In den beiden Halbfinalläufen qualifizierten sich die jeweils ersten vier Athletinnen – hellblau unterlegt – für das Finale.

### Lauf 1
Wind: ±0,0 m/s
| Platz | Name              | Nation           | Zeit (s) |
| ----- | ----------------- | ---------------- | -------- |
| 1     | Renate Balck      | BR Deutschland   | 10.8     |
| 2     | Elżbieta Bednarek | Polen            | 10.9     |
| 3     | Inge Schell       | BR Deutschland   | 10.9     |
| 4     | Gundula Diel      | DDR              | 11,1     |
| 5     | Vlasta Přikrylová | Tschechoslowakei | 11,1     |
| 6     | Rimma Larionowa   | Sowjetunion      | 11,2     |
| 7     | Snezhana Zhalova  | Bulgarien        | 11,2     |
| DNS   | Meta Antenen      | Schweiz          |          |

### Lauf 2
Wind: ±0,0 m/s
| Platz | Name               | Nation         | Zeit (s) |
| ----- | ------------------ | -------------- | -------- |
| 1     | Danuta Straszyńska | Polen          | 10.8     |
| 2     | Karin Frisch       | BR Deutschland | 10.8     |
| 3     | Karin Balzer       | DDR            | 10.9     |
| 4     | Nilija Kulkowa     | Sowjetunion    | 10.9     |
| 5     | Danielle Guéneau   | Frankreich     | 11,1     |
| 6     | Rita van Slooten   | Niederlande    | 11,1     |
| 7     | Wera Korsakowa     | Sowjetunion    | 11,1     |
| 8     | Regina Höfer       | DDR            | 11,2     |

## Finale

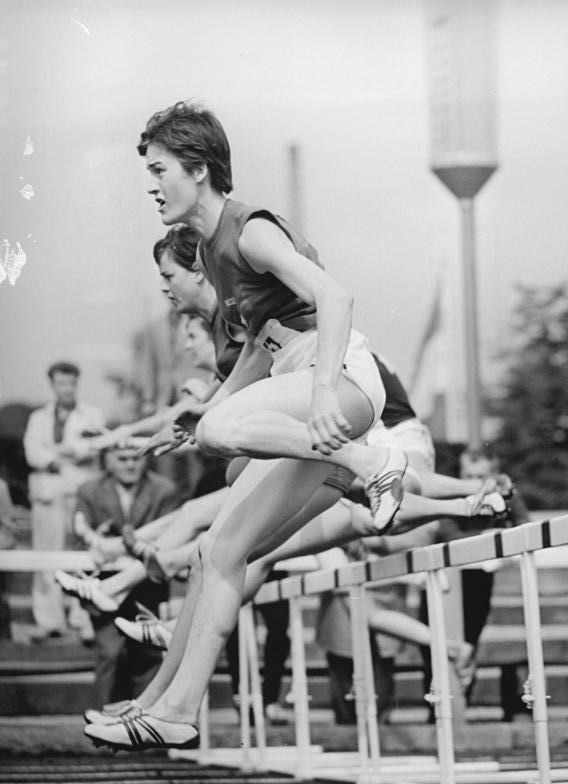
Nach ihrem Olympiasieg 1964 errang Karin Balzer hier auch den Titel einer Europameisterin
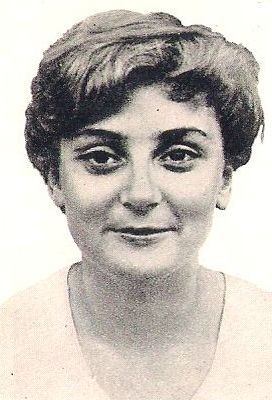
Danuta Straszyńska erreichte Platz sieben
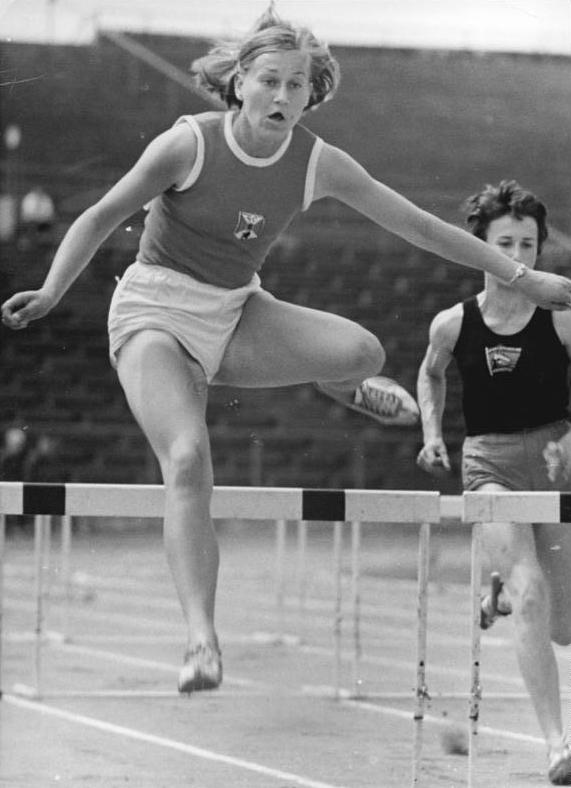
Gundula Diel belegte Rang acht in diesem Finale

4. September 1966
Wind: +0,2 m/s
| Platz | Name               | Nation         | Zeit (s) |
| ----- | ------------------ | -------------- | -------- |
| 1     | Karin Balzer       | DDR            | 10.7     |
| 2     | Karin Frisch       | BR Deutschland | 10.7     |
| 3     | Elżbieta Bednarek  | Polen          | 10.7     |
| 4     | Renate Balck       | BR Deutschland | 10.7     |
| 5     | Inge Schell        | BR Deutschland | 10.8     |
| 6     | Nilija Kulkowa     | Sowjetunion    | 10.9     |
| 7     | Danuta Straszyńska | Polen          | 10.9     |
| 8     | Gundula Diel       | DDR            | 11,0     |

## Videolinks
- EUROPEAN ATHLETICS 1966 BUDAPEST 80 HS KARIN BALZER, youtube.com, abgerufen am 18. Juli 2022
- European Athletic Championships (1966), Bereich: 2:33 min bis 2:57 min, youtube.com, abgerufen am 18. Juli 2022